# Metalurgs Lipawa (piłka nożna)
Metalurgs Lipawa – łotewski klub piłkarski z siedzibą w Lipawie, działający w latach 1997–2014.

## Historia
Klub został założony w 1997 jako Metalurgs Lipawa. Chociaż historia klubu sięga 1909 roku, kiedy to powstał klub Olimpija Lipawa oraz 1945 – daty powstania radzieckiego klubu Daugava Lipawa.
Metalurgs Lipawa to czterokrotny wicemistrz niepodległej Łotwy, w latach (liga rozgrywana systemem wiosna-jesień) 1998, 1999, 2003 i 2004. Zespół cztery razy występował w finale Pucharu Łotwy, w 1998 uległ Skonto Ryga 0:1, w 2000 przegrał również ze stołecznym klubem 1:4, w 2002 Skonto odprawiło Metalurgs wynikiem 3:0, zaś w 2005 przegrał z FK Ventspils 1:2 po dogrywce. W sezonie 2005 zdetronizował Skonto Ryga i sięgnął po pierwszy tytuł mistrza niepodległej Łotwy dla innego zespołu niż Skonto. W roku 2009 powtórzyli mistrzowski sezon, zdobywając tytuł po raz ostatni w historii. Po zakończeniu sezonu 2013 klub ogłosił bankructwo w związku z bankructwem głównego sponsora klubu - zakładów metalurgicznych Liepājas Metalurgs. W roku 2014 w jego miejsce założono klub FK Lipawa

## Sukcesy
- Mistrz Łotwy (2 x):

2005, 2009
- Wicemistrz Łotwy (8 x):

1998, 1999, 2003, 2004, 2006, 2007, 2008, 2011
- zdobywca Pucharu Łotwy (1 x):

2006
- Mistrz Łotewskiej SRR (9 x):

1946, 1947, 1949, 1951, 1953, 1954, 1956, 1957, 1958
- zdobywca Pucharu Łotewskiej SRR (8 x):

1946, 1947, 1948, 1953, 1954, 1955, 1963, 1964
- Mistrz Baltic League (1 x):

2007

## Europejskie puchary
Legenda do wszystkich tabel:
- Q – runda eliminacyjna, 1/16, 1/8, 1/4, 1/2 – odpowiednia faza rozgrywek, Grupa – runda grupowa, 1r gr – pierwsza runda grupowa, 2r gr – druga runda grupowa, F – finał, R – runda, PO – play-off
- k. – rzuty karne, los. – losowanie, Dogr. – dogrywka, w. – zasada bramek strzelonych na wyjeździe

| Sezon     | Rozgrywki                 | Runda | Klub              | Dom | Wyjazd | Ogólnie     |
| --------- | ------------------------- | ----- | ----------------- | --- | ------ | ----------- |
| 1998/99   | Puchar Zdobywców Pucharów | 1R    | Keflavík          | 4–2 | 0–1    | 4–3         |
| 1998/99   | Puchar Zdobywców Pucharów | 2R    | Braga             | 0–0 | 0–4    | 0–4         |
| 1999/2000 | Puchar UEFA               | Q     | Lech Poznań       | 3–2 | 1–3    | 4–5         |
| 2001      | Puchar Intertoto          | 1R    | Cork City         | 1–0 | 2–1    | 3–1         |
| 2001      | Puchar Intertoto          | 2R    | Heerenveen        | 3–2 | 1–6    | 4–8         |
| 2000/01   | Puchar UEFA               | Q     | Brann             | 1–1 | 0–1    | 1–2         |
| 2002/03   | Puchar UEFA               | Q     | Kärnten           | 0–2 | 2–4    | 2–6         |
| 2003/04   | Puchar UEFA               | Q     | Dinamo Bukareszt  | 1–1 | 2–5    | 3–6         |
| 2004/05   | Puchar UEFA               | 1Q    | Tórshavn          | 8–1 | 3–1    | 11–2        |
| 2004/05   | Puchar UEFA               | 2Q    | Östers            | 1–1 | 2–2    | 3–3, w.     |
| 2004/05   | Puchar UEFA               | 1R    | Schalke 04        | 0–4 | 1–5    | 1–9         |
| 2005/06   | Puchar UEFA               | 1Q    | Runavík           | 3–0 | 3–0    | 6–0         |
| 2005/06   | Puchar UEFA               | 2Q    | KRC Genk          | 2–3 | 0–3    | 2–6         |
| 2006/07   | Liga Mistrzów             | 1Q    | Aktobe            | 1–0 | 1–1    | 2–1         |
| 2006/07   | Liga Mistrzów             | 2Q    | Dynamo Kijów      | 1–4 | 0–4    | 1–8         |
| 2007/08   | Puchar UEFA               | 1Q    | Dynama Brześć     | 1–1 | 2–1    | 3–2         |
| 2007/08   | Puchar UEFA               | 2Q    | AIK Fotboll       | 3–2 | 0–2    | 3–4         |
| 2008/09   | Puchar UEFA               | 1Q    | Glentoran         | 2–0 | 1–1    | 3–1         |
| 2008/09   | Puchar UEFA               | 2Q    | Vaslui            | 0–2 | 1–3    | 1–5         |
| 2009/10   | Liga Europy               | 2Q    | Dinamo Tbilisi    | 2–1 | 1–3    | 3–4         |
| 2010/11   | Liga Mistrzów             | 2Q    | Sparta Praga      | 0–3 | 0–2    | 0–5         |
| 2011/12   | Liga Europy               | 2Q    | Red Bull Salzburg | 1–4 | 0–0    | 1–4         |
| 2012/13   | Liga Europy               | 1Q    | La Fiorita        | 4–0 | 2–0    | 6–0         |
| 2012/13   | Liga Europy               | 2Q    | Legia Warszawa    | 2–2 | 1–5    | 3–7         |
| 2013/14   | Liga Europy               | 1Q    | Prestatyn Town    | 1–2 | 2–1    | 3–3, k: 3–4 |